# Dario Minieri
Dario Minieri (1985) é um jogador profissional de pôquer italiano. Venceu o evento 31 da World Series of Poker de 2008, conquistando seu bracelete aos 23 anos de idade. Membro do Team Pro do PokerStars, é um jogador online que se tornou a primeira pessoa que juntou Frequent Player Points suficientes para comprar um automóvel. Chegou também 3 vezes a mesa final do European Poker Tour.

## Biografia
Assim como muitos outros que só mais tarde se dedicariam ao poker, o Italiano Dario Minieri foi anteriormente campeão em 'Magic: The Gathering'.  Com apenas 16 anos de idade, viajou pelo mundo participando de vários torneios.  Isto começou a tomar tanto seu tempo, que ele teve de abandonar os planos de estudar Psicologia na universidade.  Em breve ele teria ainda menos tempo disponível.
Quando ele não está viajando de um grande evento de poker para outro, Dario gosta de futebol, assistir filmes e dirigir o tão merecido Porsche.

## Poker Online
Após ter sido apresentado ao PokerStars por um amigo, Dario começou a jogar Sit & Go mano-a-mano online – e rapidamente foi bem-sucedido.  Embora ainda viesse a ganhar muito mais dinheiro, Dario diz que seu ganho mais importante foi ao receber $12.000 num torneio $10 + rebuy.  Foi quando percebeu que queria ser jogador de poker profissional.  Desde então, Dario tem tido muito sucesso online em vários jogos e níveis de pilhas.  Em Dezembro de 2007, ele ganhou a expressiva soma de $155.000 em apenas um dia, após conquistar três torneios PokerStars e ir fundo no Sunday Million.  Sua dedicação ao site também o ajudou a se tornar o primeiro jogador a ganhar Frequent Player Points (FPPs – Pontos de Jogador Freqüente) suficientes para comprar um Porsche.

## Poker Live
Dario também causou um grande impacto no cenário ao vivo.  Em 2006, participou pela primeira vez do Evento Principal da Word Series e conseguiu ser premiado.  Um ano depois, faturou alto, levando $67.353 por terminar em 96º.  Até agora, seu maior sucesso em eventos WSOP* ocorreu em 2008, quando superou um campo com 1.011 jogadores, recebendo $528.418, ganhando seu primeiro bracelete, no evento No-Limit Hold’em de $2.500, com seis jogadores por mesa.  Ele também foi bem-sucedido nos eventos do European Poker Tour.  Na Grande Final da 2ª Temporada, Dario levou $20.235 ao terminar em 22º.  Ele então chegou à Mesa Final de um evento na 3ª Temporada de Baden, levando para casa mais $159.763 devido a uma 3ª colocação.  Mas seu grande prêmio no EPT foi num evento em San Remo em 2008, quando ganhou $451.532 por se classificar entre os três primeiros.  Na 5ª Temporada, Dario esteve próximo de obter seu primeiro título EPT em Varsóvia.  Não aconteceu por pouco, e ele finalizou outra vez em 3º, desta vez com $155.184.
Button text

## Destaques na carreira[2]
| Evento                                            | Data             | Posição | Prêmio (US$) |
| ------------------------------------------------- | ---------------- | ------- | ------------ |
| EPT Monte Carlo - Grande Final de €10.000         | Março de 2008    | 22º     | $20.235      |
| EPT Baden - No-Limit Hold’em de €5.000            | Outubro de 2008  | 3º      | $159.763     |
| WSOP 2007 - No-Limit Hold’em de $1.000            | Junho de 2007    | 27°     | $16.212      |
| WSOP 2007 – Evento Principal de $10.000           | Julho de 2007    | 96º     | $67.535      |
| Freeze-Out de $5.200 do PokerStars                | Dezembro de 2007 | 1º      | $60.00       |
| High Stakes Showdown do PokerStars                | Dezembro de 2007 | 1º      | $50.000      |
| EPT San Remo – No-Limit Hold’em de €5.000         | Abril de 2008    | 3º      | $451.532     |
| WSOP 2008 - No-Limit Hold’em Six-Handed de $2.500 | Junho de 2008    | 1º      | $528.418     |
| EPT Warsaw - PLN 21.000 No-Limit Hold’em          | Novembro de 2008 | 3º      | $155.184     |